# Ейлшем (Саскачеван)
Ейлшем (англ. Aylsham) — село в канадській провінції Саскачеван за 65 км на північний схід від м. Мелфорт. 

## Населення

### Чисельність
| 2001 | 2006 | 2011 | 2016 |
| ---- | ---- | ---- | ---- |
| 106  | 92   | 71   | 65   |